# Diócesis de Machiques
La diócesis de Machiques (en latín: Dioecesis Machiquesensis) es una circunscripción eclesiástica de la Iglesia católica en Venezuela. Se trata de una diócesis latina, sufragánea de la arquidiócesis de Maracaibo. Desde el 19 de octubre de 2019 su obispo es Nicolás Gregorio Nava Rojas.

## Territorio y organización
La diócesis tiene 25 300 km² y extiende su jurisdicción sobre los fieles católicos de rito latino residentes en 4 municipios del estado Zulia: Machiques de Perijá, Jesús María Semprúm (creado en 1995 con parte del municipio Catatumbo), Rosario de Perijá y Catatumbo.
La sede de la diócesis se encuentra en Machiques, en donde se halla la Catedral de Nuestra Señora del Carmen.
En 2021 en la diócesis existían 17 parroquias.

## Historia
Aunque Machiques estuvo unida a la congregación capuchina desde mucho antes de su nombramiento como parroquia eclesiástica, partiendo de la incursión del 5 de febrero de 1745 en las laderas del Apón —sitio de Tío Agustín, epicentro del punto de partida del proceso fundacional—, bajo la misión de los capuchinos de Valencia, España, desde 1694 hasta 1752 y luego de los capuchinos de la misión de Navarra y Cantabria hasta 1820, cuando debieron abandonar el país después del decreto de expropiación de los bienes españoles dictado por Simón Bolívar, siempre dependió de la asistencia espiritual de los curas que enviaban tanto Maracaibo como la parroquia de la Villa del Rosario. Lo más remoto de la presencia de los curas con funciones de párrocos que se conozca, es el hecho del que precedió al padre Espinoza, el que se marchó después de quejarse al ayuntamiento por la mala situación de la iglesia, el que puso condiciones para llegar después que se cayó la primera capilla en 1874.
El vicariato apostólico de Machiques fue erigido el 26 de mayo de 1943 mediante la bula Zuliensis Dioeceseos del papa Pío XII, obteniendo el territorio de la diócesis de Zulia (hoy arquidiócesis de Maracaibo).
El 9 de abril de 2011 el vicariato apostólico fue elevado a diócesis mediante la bula Cum Vicariatus del papa Benedicto XVI.

## Estadísticas
Según el Anuario Pontificio 2022 la diócesis tenía a fines de 2021 un total de 314 440 fieles bautizados.
| Año                                                                             | Población            | Población | Población      | Sacerdotes | Sacerdotes    | Sacerdotes    | Bautizados por sacerdote | Diáconos permanentes | Religiosos | Religiosos | Parroquias |
| Año                                                                             | Bautizados católicos | Total     | % de católicos | Total      | Clero secular | Clero regular | Bautizados por sacerdote | Diáconos permanentes | Varones    | Mujeres    | Parroquias |
| ------------------------------------------------------------------------------- | -------------------- | --------- | -------------- | ---------- | ------------- | ------------- | ------------------------ | -------------------- | ---------- | ---------- | ---------- |
| 1950                                                                            | 44 361               | 47 011    | 94.4           | 10         |               | 10            | 4436                     |                      | 15         | 17         | 6          |
| 1966                                                                            | 91 389               | 94 691    | 96.5           | 14         | 3             | 11            | 6527                     |                      | 15         | 46         | 11         |
| 1970                                                                            | 92 400               | 98 500    | 93.8           | 15         | 5             | 10            | 6160                     |                      | 17         | 46         | 12         |
| 1976                                                                            | 125 000              | 150 000   | 83.3           | 22         | 4             | 18            | 5681                     |                      | 27         | 42         | 13         |
| 1980                                                                            | 145 000              | 174 000   | 83.3           | 23         | 3             | 20            | 6304                     |                      | 36         | 41         | 13         |
| 1990                                                                            | 200 000              | 245 000   | 81.6           | 23         | 2             | 21            | 8695                     |                      | 30         | 40         | 17         |
| 1999                                                                            | 225 000              | 250 000   | 90.0           | 14         | 4             | 10            | 16 071                   | 1                    | 12         | 30         | 10         |
| 2000                                                                            | 225 000              | 250 000   | 90.0           | 13         | 4             | 9             | 17 307                   | 3                    | 19         | 31         | 10         |
| 2001                                                                            | 220 000              | 260 000   | 84.6           | 14         | 4             | 10            | 15 714                   | 1                    | 14         | 30         | 12         |
| 2002                                                                            | 220 000              | 260 000   | 84.6           | 18         | 5             | 13            | 12 222                   | 1                    | 23         | 33         | 12         |
| 2003                                                                            | 230 000              | 275 000   | 83.6           | 20         | 7             | 13            | 11 500                   | 1                    | 25         | 35         | 12         |
| 2004                                                                            | 250 000              | 290 000   | 86.2           | 19         | 9             | 10            | 13 157                   | 1                    | 18         | 38         | 14         |
| 2010                                                                            | 282 000              | 325 000   | 86.8           | 20         | 12            | 8             | 14 100                   | 1                    | 14         | 38         | 17         |
| 2013                                                                            | 295 000              | 340 000   | 86.8           | 21         | 14            | 7             | 14 047                   | 1                    | 11         | 35         | 17         |
| 2016                                                                            | 297 500              | 361 100   | 82.4           | 19         | 15            | 4             | 15 657                   | 1                    | 5          | 30         | 17         |
| 2019                                                                            | 315 000              | 386 150   | 81.6           | 16         | 14            | 2             | 19 687                   | 1                    | 6          | 25         | 17         |
| 2021                                                                            | 314 440              | 387 535   | 81.1           | 15         | 13            | 2             | 20 962                   | 1                    | 6          | 28         | 17         |
| Fuente: Catholic-Hierarchy, que a su vez toma los datos del Anuario Pontificio. |                      |           |                |            |               |               |                          |                      |            |            |            |

## Episcopologio

### Vicarios apostólicos
| Nombres y apellidos                                  | Período como obispo                         | Destino  |
| ---------------------------------------------------- | ------------------------------------------- | -------- |
| Ángel Turrado Moreno, O.F.M.Cap. †                   | 4 de septiembre de 1944-enero de 1954       | renunció |
| Miguel Saturnino Aurrecoechea Palacios, O.F.M.Cap. † | 19 de diciembre de 1955-10 de marzo de 1986 | retirado |
| Agustín Romualdo Álvarez Rodríguez, O.F.M.Cap. †     | 10 de marzo de 1986-7 de octubre de 1995    | renunció |
| Ramiro Díaz Sánchez, O.M.I.                          | 24 de enero de 1997-9 de abril de 2011      | retirado |

### Obispos
| Nombres y apellidos                          | Período como obispo                        | Destino                    |
| -------------------------------------------- | ------------------------------------------ | -------------------------- |
| Jesús Alfonso Guerrero Contreras, O.F.M.Cap. | 9 de abril de 2011-21 de diciembre de 2018 | nombrado obispo de Barinas |
| Nicolás Gregorio Nava Rojas                  | Desde el 19 de octubre de 2019             |                            |